# Expédition et siège de Constantine (1700)
Guerre algéro-tunisienne de 1700
Batailles
Bataille de Djouamaa El Eulma
L'expédition et le siège de Constantine en 1700 est une tentative de Mourad III, bey de Tunis allié à Khalil, le bey de Tripoli, de prendre la ville de Constantine. Cette expédition se veut coordonnée avec celle d'Ismaïl ben Chérif menée sur l'ouest de la régence d'Alger à partir du Maroc.

## Contexte
Selon un chroniqueur tunisien, un certain Ben Abdelaziz, le bey de Tunis envoie à Alger un tribut lors de son investiture ; celui-ci est refusé par les Algériens par « haine » ou « mécontentement ». Eugène Vayssette, dans son ouvrage de 1869, rapporte : « Au commencement de son règne, Mourad Bey envoya des présents à la cour d'Alger. Soit haine, soit mécontentement, les Algériens les refusèrent. Outré de colère et brûlant d'ailleurs du désir de venger la mort de son père, il n'eut plus d'autre pensée que de diriger contre eux une expédition ». Le bey Mourad cherche l'alliance du bey de Tripoli, Khalil, pour sa campagne et s’entend avec Ismaïl ben Chérif, sultan du Maroc, chargé d'attaquer la régence d'Alger à l'ouest la même année. Il convoque son divan à Tunis et « communiqua aux conseillers et aux chefs militaires son plan d'attaque contre la puissance d'Alger »,.

## Déroulement
Mourad III Bey fait préparer son armée : il l'augmente de nombreuses recrues, fait mettre en état tout le matériel de guerre et écrit au bey de Tripoli pour lui demander de le rejoindre. Le bey de Tunis se met en campagne à la tête d'une importante armée « qui traînait à sa suite 25 canons ».
À l'approche de Constantine, le bey de la ville, Ali Khodja, sort à sa rencontre avec son armée. Ce dernier est sévèrement battu par les Tunisiens, qui lui infligent des pertes considérables. Dans une seconde bataille, Mourad III fait captif le fils et la femme du bey de Constantine. Les habitants de Constantine, découragés à la nouvelle de la déroute de leur armée, songent à livrer la ville, mais Mourad III n'exploite pas immédiatement son avantage et les jours d'inaction de son armée sont mis à profit par les habitants  pour préparer le siège. Mourad III lance un premier assaut qui échoue, et propose l'aman, une forme de reddition, rejetée par Constantine. Il prend alors une forteresse « à l’extérieur de la ville », prend ses canons et son butin qu'il expédie à Tunis et la fait détruire. Le bey de Tripoli, Khalil Bey, le rejoint à ce moment-là et reçoit de la part de Mourad III un caftan d'honneur et des présents considérables. De concert, ils organisent le blocus de Constantine qui dure cinq mois.

## Conséquences
Les habitants de la ville font appel à l'aide d'Alger. Le récit de cet appel à l'aide est décrit par la tradition orale et recueilli par Auguste Cherbonneau à Constantine pour être rapporté par le journal de la Société historique algérienne en 1874 : « Les habitants de Constantine, se voyant cernés de toutes parts, envoyèrent un courrier à Alger pour demander du renfort. Par une nuit sombre, ils descendirent Ben Zekri, le bach-seïar du bey (courrier de cabinet) du haut du rocher de Constantine, dans un panier en palmier nain. Sa jument, nommée Halilifa, fut descendue en même temps dans un filet. L'ennemi ne put voir ce manège. Ben Zekri se rendit auprès du pacha d'Alger en trois jours par la route de Hamza. Ce fut alors que les Algériens amenèrent une armée pour secourir Constantine ».
Sur le point de faire céder la ville, le bey de Tunis Mourad III doit suspendre son projet. Eugène Vayssette rapporte : « Mourad Bey était sur le point de s'en rendre maître, lorsqu'il apprit que l'armée des Algériens s'approchait. Ceux-ci, n'ayant aucune confiance dans leur chef, à cause de son manque de courage et de sa nullité, l'avaient déposé et s'étaient choisi un autre emir... ». Il s'agit en fait du dey d'Alger Hadj Moustapha et de son armée.
Mourad III part à sa rencontre et l'affrontement a lieu la même année au lieu-dit Djouamaa El Eulma sur la route de Sétif, où son armée et celle du bey de Tripoli sont finalement défaites.